# Eksperimentet (film fra 1992)
 For alternative betydninger, se Eksperimentet. (Se også artikler, som begynder med Eksperimentet)
Eksperimentet er en dansk kortfilm fra 1992 instrueret af Flemming Jetmar efter eget manuskript. Historien er baseret på virkelige hændelser.

## Handling
En kort historie, der handler om en gal professor. Han er sin egen forsøgsperson i et eksperiment, hvor han vil bevise, at der kan skabes et forhold mellem det naturlige og det overnaturlige; nemlig at få sig selv til at gå op i flammer uden påvirkning udefra.